# 牛津 (馬里蘭州)
牛津（英語：Oxford）是一個位於美國馬里蘭州塔爾博特縣的市鎮。

## 人口
根據2020年美國人口普查的數據，牛津的面積為2.17平方千米，當中陸地面積為1.45平方千米，而水域面積為0.72平方千米。當地共有人口611人，而人口密度為每平方千米282人。